# Serieåret 1968

## Händelser

### April
- 11 mars - Mort Walker skapar serien Arken.
- April - Dick Giordano anställs som redaktör hos DC Comics (från Charlton Comics); Giordano tar med sig några serieskapare från Charlton,[1] bland dem Dennis O'Neil.
- 7 december - Svenska Seriefrämjandet bildas.[2]

### Okänt datum

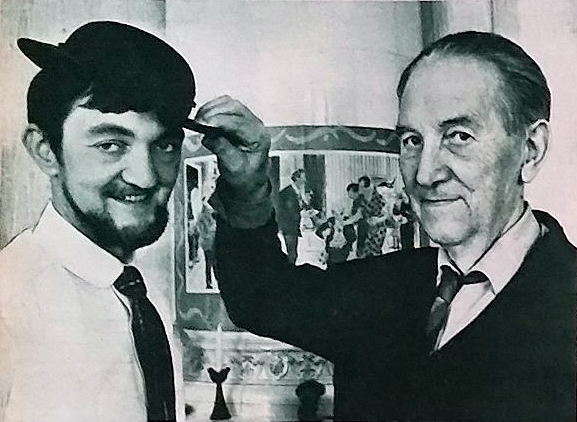
Gunnar Persson övertog serien Kronblom efter sin far Elov Persson.

- I Sverige övertar Gunnar Persson serien Kronblom efter sin far Elov Persson.
- Kalle Ankas Pocket startas i Sverige, efter en idé från Italien.[3]
- Williams i Sverige börjar ge ut Robotserien.[3]
- Serietidningen Lilla Lotta och Plutten i Sverige läggs ner.[4]

## Pristagare

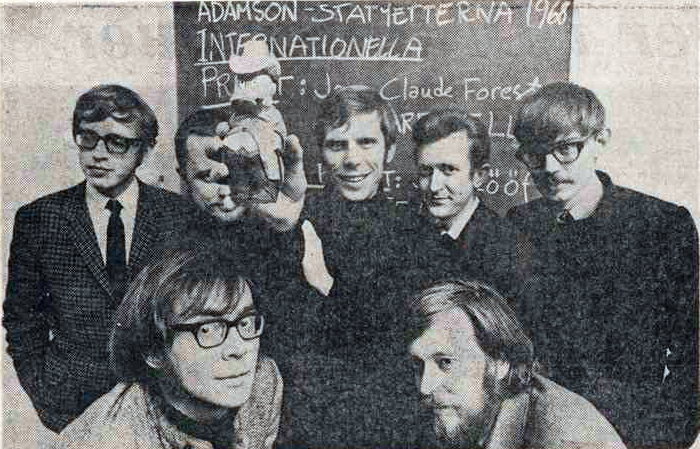
Svenska Serieakademin tillkännagav årets Adamsonvinnare på en presskonferens den 6 december 1968.

- Adamsonstatyetten: Jan Lööf, Jean-Claude Forest
- Reuben Award: Pat Oliphant, Johnny Hart (oavgjort)

## Utgivning
- Kalle Ankas Pocket 1: Tuff till tusen miljarder
- Kalle Ankas Pocket 2: Farbror Joakims skattjakt

### Album
- Asterix på olympiaden[5]
- Diligensen (Lucky Luke)[6]
- Plan 714 till Sydney (Tintins äventyr)[7]
- Romarnas skräck (Asterix)[5]
- Ömforingen (Lucky Luke)[6]

## Födda
- 16 januari - Stephan Pastis, amerikansk serieskapare.
- 14 april - Pidde Andersson, svensk seriemanusförfattare.
- 14 juli - Fredrik Strömberg, svensk kulturjournalist, seriekännare och författare.
- 15 augusti - Frode Øverli, norsk serietecknare.

## Avlidna
- 12 mars - Ted Osborne amerikansk serieskapare, 66 [8] (eller 67)[9]
- 20 april - Rudolph Dirks, 91, amerikansk serieskapare, känd för Knoll och Tott.

### Fotnoter
1. ↑  Contributors: Dick Giordano," The New Teen Titans Archives, Volume 1  (DC Comics, 1999).
2. ↑  Swecomics
3. 1 2  Swecomics
4. ↑  Swecomics
5. 1 2  ”Tintin”. Arkiverad från originalet den 13 februari 2011. https://web.archive.org/web/20110213010603/http://www.asterix.com/books/albums/. Läst 12 mars 2011.
6. 1 2  ”Lucky Luke på svenska”. Arkiverad från originalet den 11 november 2014. https://web.archive.org/web/20141111004811/http://www.visit.se/~dampgrodan/album_kronolog.html. Läst 12 mars 2011.
7. ↑  ”Tintin”. Arkiverad från originalet den 15 oktober 2011. https://web.archive.org/web/20111015013620/http://www.tintin.com/en/#/tintin/albums/albums.swf. Läst 12 mars 2011.
8. ↑  Social Security Death Index för Ted Osborne,.
9. ↑  California death index, for Theodore H. Osborne.